# 러시아의 공산주의자들
공산당 "러시아의 공산주의자들"(러시아어: Коммунистическая партия «Коммунисты России»; КПКР), 줄여서 러시아의 공산주의자들(러시아어: Коммунисты России; КР)은 러시아의 마르크스-레닌주의 공산당이다. 2009년 5월 비영리단체로 창립되어 2012년 4월 공식 정당으로 등록되었다.
이들은 러시아 연방 공산당을 더 이상 마르크스-레닌주의적이지 않다고 비판하며 스스로를 소련 공산당의 진정한 후계자로 내세운다. 그러나 러시아 연방 공산당 측에서는 '러시아의 공산주의자들'이 러시아 연방 공산당을 견제하기 위한 러시아 정부의 관영 정당이라고 비판하고 있다.

## 같이 보기
- 이오시프 스탈린
- 안드레이 즈다노프
- 마르크스-레닌주의
- 스탈린주의
- 반수정주의